# Золотая малина (премия, 1996)
16-я церемония вручения наград премии «Золотая малина» за сомнительные заслуги в области кинематографа за 1995 год.
Пол Верховен — первый номинант премии «Золотая малина», лично присутствовавший на церемонии вручения и принявший эту антинаграду. Верховен получил «Золотую малину» как худший режиссёр года за фильм «Шоугёлз» (1995).

## Лауреаты и номинанты за 1995 год
| Лауреаты — выделены отдельным цветом. |

| Категория                                  | Фотографии лауреатов                                                 | Лауреаты и номинанты                                           |
| ------------------------------------------ | -------------------------------------------------------------------- | -------------------------------------------------------------- |
| Худший фильм                               |                                                                      | • «Шоугёлз»                                                    |
| Худший фильм                               | • «Конго»                                                            |                                                                |
| Худший фильм                               | • «Эта кошмарная Пэт»                                                |                                                                |
| Худший фильм                               | • «Алая Буква»                                                       |                                                                |
| Худший фильм                               | • «Водный мир»                                                       |                                                                |
| Худшая мужская роль                        |                                                                      | • Поли Шор — «Долг присяжного»                                 |
| Худшая мужская роль                        | • Кевин Костнер — «Водный мир»                                       |                                                                |
| Худшая мужская роль                        | • Кайл Маклахлен — «Шоугёлз»                                         |                                                                |
| Худшая мужская роль                        | • Киану Ривз — «Джонни-мнемоник» и «Прогулка в облаках»              |                                                                |
| Худшая мужская роль                        | • Сильвестр Сталлоне — «Убийцы» и «Судья Дредд»                      |                                                                |
| Худшая женская роль                        |                                                                      | • Элизабет Беркли — «Шоугёлз»                                  |
| Худшая женская роль                        | • Синди Кроуфорд — «Честная игра»                                    |                                                                |
| Худшая женская роль                        | • Деми Мур — «Алая буква»                                            |                                                                |
| Худшая женская роль                        | • Джулия Суини — «Эта кошмарная Пэт»                                 |                                                                |
| Худшая женская роль                        | • Шон Янг — «Доктор Джекилл и мисс Хайд»                             |                                                                |
| Худшая мужская роль второго плана          |                                                                      | • Деннис Хоппер — «Водный мир»                                 |
| Худшая мужская роль второго плана          | • Тим Карри — «Конго»                                                |                                                                |
| Худшая мужская роль второго плана          | • Роберт Дави — «Шоугёлз»                                            |                                                                |
| Худшая мужская роль второго плана          | • Роберт Дюваль — «Алая буква»                                       |                                                                |
| Худшая мужская роль второго плана          | • Алан Рачинс — «Шоугёлз»                                            |                                                                |
| Худшая женская роль второго плана          |                                                                      | • Мадонна — «Четыре комнаты»                                   |
| Худшая женская роль второго плана          | • Эми (говорящая горилла) — «Конго»                                  |                                                                |
| Худшая женская роль второго плана          | • Бо Дерек — «Увалень Томми»                                         |                                                                |
| Худшая женская роль второго плана          | • Джина — «Шоугёлз»                                                  |                                                                |
| Худшая женская роль второго плана          | • Лин Туччи — «Шоугёлз»                                              |                                                                |
| Худший актёрский дуэт                      |                                                                      | • Любая комбинация двух актеров (или частей тела!) — «Шоугёлз» |
| Худший актёрский дуэт                      | • Уильям Болдуин и Синди Кроуфорд — «Честная игра»                   |                                                                |
| Худший актёрский дуэт                      | • Тим Дейли и Шон Янг — «Доктор Джекилл и мисс Хайд»                 |                                                                |
| Худший актёрский дуэт                      | • Дэйв Фоли и Джулия Суини — «Эта кошмарная Пэт»                     |                                                                |
| Худший актёрский дуэт                      | • Деми Мур и Роберт Дюваль или Деми Мур и Гэри Олдмен — «Алая буква» |                                                                |
| Худший приквел, сиквел, ремейк или плагиат |                                                                      | • «Алая буква»                                                 |
| Худший приквел, сиквел, ремейк или плагиат | • «Эйс Вентура 2: Когда зовёт природа»                               |                                                                |
| Худший приквел, сиквел, ремейк или плагиат | • «Доктор Джекилл и мисс Хайд»                                       |                                                                |
| Худший приквел, сиквел, ремейк или плагиат | • «Шоугёлз»                                                          |                                                                |
| Худший приквел, сиквел, ремейк или плагиат | • «Деревня проклятых»                                                |                                                                |
| Худший режиссёр                            |                                                                      | • Пол Верховен — «Шоугёлз»                                     |
| Худший режиссёр                            | • Ренни Харлин — «Остров Головорезов»                                |                                                                |
| Худший режиссёр                            | • Ролан Жоффе — «Алая буква»                                         |                                                                |
| Худший режиссёр                            | • Фрэнк Маршалл — «Конго»                                            |                                                                |
| Худший режиссёр                            | • Кевин Рейнольдс — «Водный мир»                                     |                                                                |
| Худший сценарий                            |                                                                      | • Джо Эстерхаз — «Шоугёлз»                                     |
| Худший сценарий                            | • Джон Патрик Шэнли — «Конго»                                        |                                                                |
| Худший сценарий                            | • Джим Эмерсон, Стефен Хибберт, Джулия Суини — «Эта кошмарная Пэт»   |                                                                |
| Худший сценарий                            | • Джо Эстерхаз — «Шлюха»                                             |                                                                |
| Худший сценарий                            | • Дуглас Дэй Стюарт — «Алая буква»                                   |                                                                |